# Giovanni De Min (calciatore)
Giovanni De Min (Asmara, 28 maggio 1940) è un ex calciatore italiano, di ruolo portiere.

## Carriera
Cresciuto nel Belluno, collezionò diverse esperienze tra Serie B e C, prima di approdare al Verona nelle cui file militò per tre anni. Titolare per due stagioni, è tra i protagonisti della promozione della squadra gialloblù in Serie A al termine del campionato cadetto 1967-1968. Poi si ritrovò nella stagione 1969-1970 relegato nel ruolo di riserva, passando quindi alla Roma dove rimase per un biennio, sempre come dodicesimo.
Dopo Roma, si trasferì alla Pistoiese e successivamente al Montecatini, dove concluse la carriera.